# 80-я территориальная дивизия «Эдом»
80-я территориа́льная диви́зия «Эдо́м» (также Эйла́тская диви́зия или Диви́зия Эйла́та) (ивр. אוגמ"ר 80, עוצבת אדום‎) — регулярная территориальная дивизия в составе Южного военного округа Армии обороны Израиля.
Ответственна за территориальную оборону южной сухопутной границы Израиля с Египтом и Иорданией.

## Состав
В состав дивизии входят:
- 512-я территориальная бригада «Паран» (ивр. חטיבת פארן‎) — ответственна за территориальную оборону египетской границы и западного Негева. Бригада учреждена в 2018 году вместо расформированной 512-й территориальной бригады «Саги» (ивр. חטיבת שגיא‎). В подчинении бригады находятся, помимо прочего, 33-й пехотный батальон «Каракаль» и 277-й пехотный батальон «Барделас».
- 406-я территориальная бригада «Йоав» (ивр. חטיבת יואב‎) — ответственна за территориальную оборону сухопутной границы в районе города Эйлат, региона Хевель-Эйлот и региона Арава, включая южный сектор израильско-иорданской границы. Бригада учреждена посредством объединения 270-й территориальной бригады «Эйлат» (ивр. חטמ"ר אילת‎), ответственной за территориальную оборону сухопутной границы в районе города Эйлат[2], и 406-й территориальной бригады «Ха-Арава» (ивр. חטיבת הערבה‎), ответственной за территориальную оборону южного сектора израильско-иорданской границы и восточного Негева.
- 727-й батальон тактической разведки дивизионного подчинения «Эйта́м» (основан в марте 2012 года)[3].
- Резервное контртеррористическое подразделение «Лота́р Эйла́т» (ивр. לוט"ר אילת‎).
- Батальон связи дивизионного подчинения (ивр. גדחי"ק‎ гадхи́к).

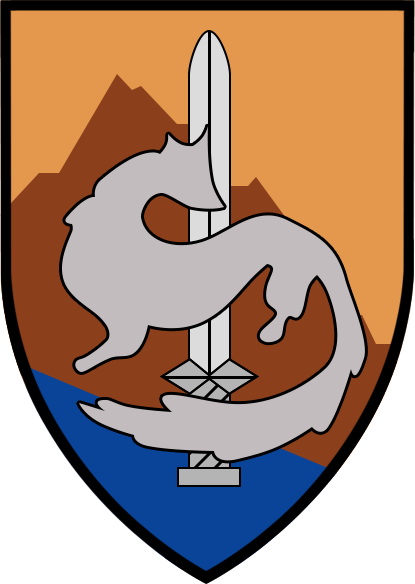
Эмблема дивизии до конца 2019 года

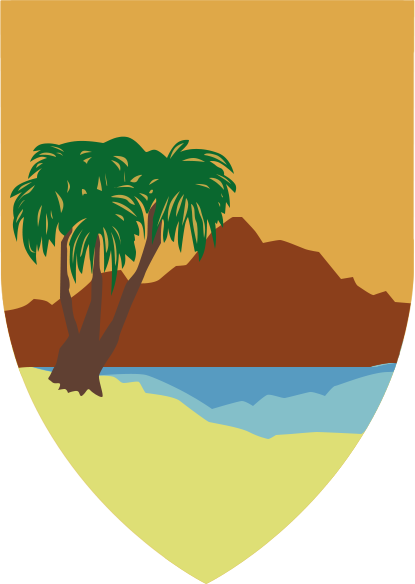
Эмблема дивизии до 2012 года

- Дивизионная часть тылового обеспечения (ивр. אגד לוגיסטי אוגדתי‎).

В оперативном подчинении дивизии находится также пограничное спецподразделение по борьбе с контрабандой «Рамон», организационно входящее в пограничные войска «Магав», подчинённые Полиции Израиля.
Вследствие серии терактов на египетской границе в августе 2011 года на подкрепление дивизии стали переводиться также дополнительные регулярные подразделения.
Входившая в состав дивизии 7489-я резервная артиллерийская бригада «Ша́хам» — последнее формирование израильской армии, на вооружении которого находились гаубицы Soltam M-71 — была расформирована в апреле 2014 года.

## Командиры дивизии

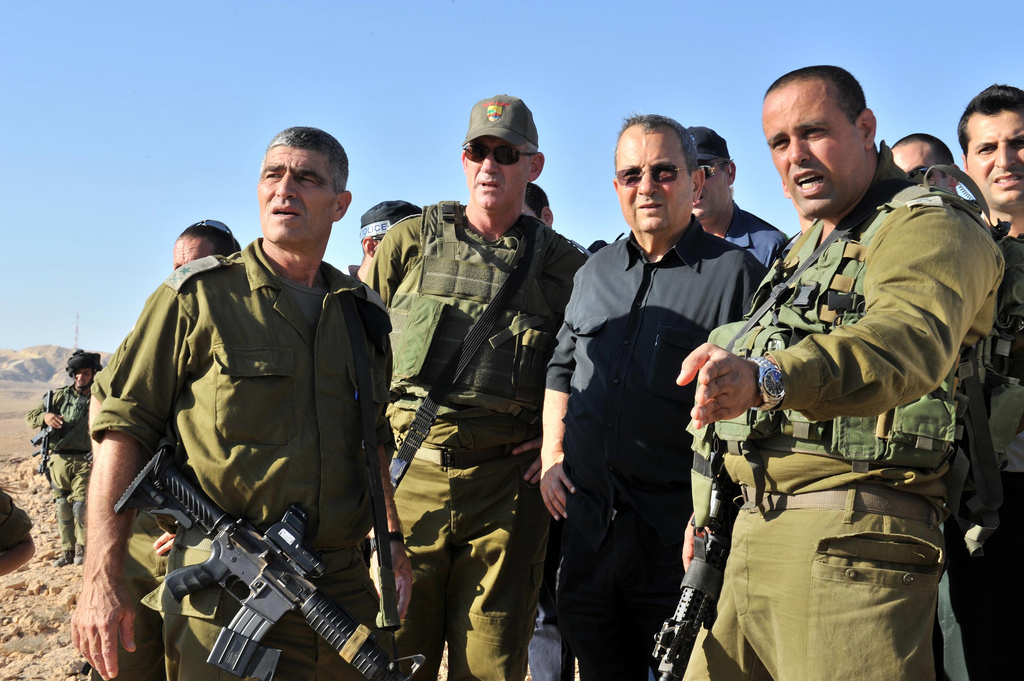
Комдив Тамир Ядай (справа спереди) в ходе обзора места происшествия терактов августа 2011 года

| Имя             | Период                    | Комментарий |
| Моти Паз        | 1988—1990                 | |
| Юсеф Мишлеб     | 1994—1995                 | В дальнейшем генерал-майор (алуф)                                                                                             |
| Уди Салви       | 1995—1998                 | |
| Шломо Орен      | 1998—2000                 | |
| Ишай Бер        | 2000—2002                 | В дальнейшем генерал-майор (алуф)                                                                                             |
| Шмуэль Закай    | 2002—2004                 | |
| Эфи Идан        | 2004—2005                 | |
| Имад Фарес      | 2005—2007                 | |
| Йоэль Стрик     | 2007—2009                 | В дальнейшем генерал-майор (алуф)                                                                                             |
| Тамир Ядай      | 2009—2011                 | В дальнейшем генерал-майор (алуф)                                                                                             |
| Надав Падан     | 2011—2012                 | В дальнейшем генерал-майор (алуф)                                                                                             |
| Рои Элькабец    | сентябрь 2013 — июль 2015 | |
| Рафи Мило       | июль 2015 — май 2017      | В дальнейшем генерал-майор (алуф)                                                                                             |
| Гай Хазут       | май 2017 — май 2019       | |
| Гур Шрайбман    | май 2019 — август 2021    | |
| Ицик Коэн       | август 2021 — август 2023 | С мая по август 2022 — параллельно временно исполнял обязанности командира дивизии «Синай»; в дальнейшем генерал-майор (алуф) |
| Итамар Бен Хаим | августа 2023 — июль 2025  | |
| Исраэль Фридлер | с июля 2025               | |